# Мордаунт, Чарльз, 3-й граф Петерборо
Карл Мордаунт, 3-й граф Петерборо, 1-й граф Монмут (англ. Charles Mordaunt, 3rd Earl of Peterborough and 1st Earl of Monmouth; 1658 — 25 октября 1735, Лиссабон) — британский дворянин и военачальник.

## Биография
Окончил школу в Тонбридже, 11 апреля 1674 года поступил в Крайстчёрч в Оксфорде.
С 16-летнего возраста служил на флоте под началом Джона Нарборо, участвовал в боевых действиях против берберийских пиратов на Средиземном море. 5 июня 1675 года, когда умер его отец, унаследовал титул виконта.
По возвращении из второй экспедиции в Танжер начал активно заниматься политикой, будучи последовательным сторонником вигов и противником наследника престола Якова. По вступлении последнего на престол в 1686 году покинул Англию и отправился в Голландию, где предлагал Вильгельму Оранскому вторгнуться на Британские острова.
Возвратился на родину после восшествия Вильгельма на английский престол, 14 февраля 1689 года был приведён к присяге Тайного совета, 8 апреля того же года стал первым лордом казначейства, хотя уже через год лишился этого поста. Его отношения с монархом ухудшались, и в январе 1697 года Мордаунт был обвинён в участии в заговоре против короля и заключён в Тауэре, откуда был освобождён 30 марта 1697 года, но с лишением всех должностей в государстве.
К активной политической деятельности вернулся по вступлении на престол королевы Анны.
В 1705 году во время Войны за испанское наследство командовал соединённой англо-испанской армией в Испании, получив для этого звание генералиссимуса, и действовал весьма успешно (особенно в сражениях при Барселоне и Валенсии), но своим высокомерием оскорбил союзных генералов и был в 1707 году отозван. По возвращении в Англию вступил в союз с тори.
Впоследствии состоял посланником при венском и разных итальянских дворах.
В 1713 году стал рыцарем Ордена подвязки.
Умер в Лиссабоне.